# NGC 2273B
NGC 2273B is een balkspiraalstelsel in het sterrenbeeld Lynx.

## Synoniemen
- UGC 3530
- MCG 10-10-13
- ZWG 285.5
- IRAS 06421+6023
- PGC 19579